# Finansinspektionen (Finland)
För Finansinspektionen i Sverige, se Finansinspektionen (Sverige)
Finansinspektionen (finska: Finanssivalvonta) är den statliga finländska myndighet, som utövar tillsyn över finans- och försäkringsmarknad i Finland.
Finansinspektionen finansieras av de företag som tillsyn sker av till 95 % och av Finlands Bank till 5 %. Myndigheten är en självständig myndighet, men administrativt knuten till Finlands Bank. Den leds av en styrelse och en direktör.